# Papa Honoriu al IV-lea
Papa Honoriu al IV-lea (nume civil: Giacomo Savelli, (n. 1210, Roma, Statele Papale – d. 3 aprilie 1287, Roma, Statele Papale) a fost un papă al Romei.

## Viața
Era fiul senatorului roman Luca Savelli și al Giovannei Aldobrandeschi. Și fostul papă Honoriu al III-lea fusese, cu două generații înainte, un membru al acestei familii vestite din Roma.
După studiile petrecute la Paris, în 1261, a fost ridicat la rangul unui dacon-general la Santa Maria in Cosmedin (sub pontificatul lui Urban al IV-lea). Înainte de a ajunge papă, avea funcția de cardinal-paroh, tot la biserica sus-menționată. Totodată era senator roman pe timpul vieții.
După decesul lui Martin al IV-lea, în cadrul conclavului de la Perugia cardinalii l-au ales noul papă după consultații de numai patru zile. Pe timpul acela, Honoriu era aproape total paralizat la mâini și la picioare (datorită gutei).
Când își ținea slujba era în stare să ridice Sfânta Hostie doar cu ajutorul unui aparat mecanic. Totuși a fost în stare să practice o politică de echilibru, și datorită sprijinului unor membri din familia sa, în special fratele său Pandulf.
Ținta principală a politicii lui era sporirea securității statului papal, ca și rezolvarea situației din Sicilia, unde predecesorul lui, Martin al IV-lea, eșuase cu politica sa. Carol al II-lea de Anjou, fiul lui Carol de Anjou, era deținutul lui Iacob de Aragon. Acesta din urmă cerea renunțarea definitivă la Sicilia pentru a-l elibera. Honoriu era un sprijinitor al tratativelor englezești de pace între Franța și Aragon, dar îi și interzicea lui Carol al II-lea să renunțe la Sicilia.
Cu Rudolf de Habsburg avea relații bune, însă n-a mai putut să se ajungă la încoronarea acestuia. Totul era pregătit pentru 2 februarie 1287, însă planul acesta a eșuat datorită unor delegați incompetenți și datorită rezistenței din partea principilor electori („Kurfürsten” din Imperiu).
În timpul pontificatului său, Honoriu al IV-lea a transformat palatul de pe Aventin, ridicat de unchiul lui Honoriu al III-lea, în reședința sa. De asemenea, a încercat să-i convingă pe romani să-și construiască case pe Aventin, care pe timpul lui era aproape nepopulat. Problema cea mai mare era aprovizionarea defectuoasă cu apă.
La 3 aprilie 1287 Honoriu a murit datorită gutei, după un pontificat de doar doi ani. Inițial a fost înmormântat la Sfântul Petru, apoi în mausoleul familiei Savelli la Santa Maria în Aracoeli.
Singurul cardinal numit de Honoriu a fost Giovanni Boccamazza, arhiepiscopul de Monreale.